# Stazione di Moseushi
La stazione di Moseushi (妹背牛駅?, Moseushi-eki) è una stazione della cittadina di Moseushi, in Hokkaidō situata sulla linea principale Hakodate e gestita da JR Hokkaido.

## Struttura
La stazione è dotata di due binari con due marciapiedi laterali.
| 1 | ■ Linea principale Hakodate | per Fukagawa e Asahikawa          |
| 2 | ■ Linea principale Hakodate | per Takikawa, Iwamizawa e Sapporo |

## Stazioni adiacenti
| «                         | Servizio                  | »                         |
| Linea principale Hakodate | Linea principale Hakodate | Linea principale Hakodate |
| ------------------------- | ------------------------- | ------------------------- |
| Ebeotsu                   | Locali                    | Fukagawa                  |